# Edgbaston Cricket Ground
L'Edgbaston Cricket Ground è uno stadio di cricket situato a Birmingham, Inghilterra. È uno degli stadi più antichi del mondo di questa disciplina ed è tuttora una dei più prestigiosi godendo dello status di Test cricket ground e avendo ospitato partite di diverse edizioni Coppa del Mondo di cricket.